# Liste der Bodendenkmäler in Dinkelsbühl
Auf dieser Seite sind die Bodendenkmäler in der mittelfränkischen Großen Kreisstadt Dinkelsbühl zusammengestellt. Diese Tabelle ist eine Teilliste der Liste der Bodendenkmäler in Bayern. Grundlage ist die Bayerische Denkmalliste, die auf Basis des Bayerischen Denkmalschutzgesetzes vom 1. Oktober 1973 erstmals erstellt wurde und seither durch das Bayerische Landesamt für Denkmalpflege geführt wird. Die folgenden Angaben ersetzen nicht die rechtsverbindliche Auskunft der Denkmalschutzbehörde.

## Bodendenkmäler in Dinkelsbühl
| Lage                 | Objekt                                                                                     | Akten-Nr.     | Bild |
| -------------------- | ------------------------------------------------------------------------------------------ | ------------- | ---- |
| (Standort)           | Turmhügelburg des hohen Mittelalters.                                                      | D-5-6827-0001 |      |
| (Standort)           | Archäologische Befunde                                                                     | D-5-6827-0056 |      |
| (Standort)           | Evang.-Luth. Pfarrkirche St. Ulrich von Weidelbach                                         | D-5-6927-0001 |      |
| (Standort)           | Archäologische Befunde im Bereich der Kath. Stadtpfarrkirche St. Georg in Dinkelsbühl      | D-5-6927-0002 |      |
| (Standort)           | Archäologische Befunde im Bereich der hochmittelalterliche Stadtbefestigung                | D-5-6927-0003 |      |
| (Standort)           | Archäologische Befunde im Bereich der spätmittelalterlichen Stadtbefestigung               | D-5-6927-0004 |      |
| Segringen (Standort) | Mittelalterliche und frühneuzeitliche Befunde im Bereich der Evang.-Luth. Pfarrkirche      | D-5-6927-0008 |      |
| (Standort)           | Siedlung vor- und frühgeschichtlicher Zeitstellung.                                        | D-5-6927-0010 |      |
| (Standort)           | Mittelalterliche und frühneuzeitliche Befunde im Bereich der Altstadt von Dinkelsbühl.     | D-5-6927-0013 |      |
| (Standort)           | Untertägige mittelalterliche und frühneuzeitliche Befunde                                  | D-5-6927-0190 |      |
| (Standort)           | Mittelalterliche und frühneuzeitliche Befunde im Bereich der Evang.-Luth. Spitalkirche     | D-5-6927-0191 |      |
| (Standort)           | Spätmittelalterliche und frühneuzeitliche Befunde im Bereich der vorstädtischen Besiedlung | D-5-6927-0192 |      |
| (Standort)           | Untertägige Teile der abgegangenen hochmittelalterlichen St.-Johannis-Kapelle              | D-5-6927-0193 |      |
| (Standort)           | Mittelalterliche und frühneuzeitliche Befunde                                              | D-5-6927-0194 |      |
| (Standort)           | Burgstall des Mittelalters.                                                                | D-5-6927-0203 |      |
| (Standort)           | Freilandstation des Mesolithikums.                                                         | D-5-6928-0094 |      |
| (Standort)           | Siedlung der Steinzeiten.                                                                  | D-5-6928-0095 |      |
| (Standort)           | Freilandstation des Mesolithikums und Siedlung des Neolithikums.                           | D-5-6928-0114 |      |
| (Standort)           | Bestattungsplatz vorgeschichtlicher Zeitstellung mit Grabhügeln.                           | D-5-6928-0127 |      |
| (Standort)           | Spätmittelalterliche Landhege der Reichsstadt Dinkelsbühl.                                 | D-5-6928-0162 |      |
| (Standort)           | Mittelalterliche und frühneuzeitliche Befunde im Bereich der Kath. Wallfahrtskirche        | D-5-6928-0166 |      |
| (Standort)           | Mittelalterliche und frühneuzeitliche Befunde im Bereich der Evang.-Luth. Pfarrkirche      | D-5-6928-0168 |      |
| (Standort)           | Mittelalterliche und frühneuzeitliche Befunde im Bereich der Evang.-Luth. Filialkirche     | D-5-6928-0170 |      |